# Molí Nou de Sant Gallard
Molí Nou de Sant Gallard o Molí de Baix és un molí fariner del municipi de les Piles que forma part de l'Inventari del Patrimoni Arquitectònic de Catalunya.
Està compost per tres edificis diferenciats. A la primera fase correspon un únic edifici que correspondria a l'ús industrial moliner. En una segona fase, a aquesta edificació s'hi afegeix una segona construcció per a la residència dels moliners. Finalment, l'any 1877 es construí una tercera edificació destinada a una fàbrica de paper que mai arribà a funcionar.

## Història
La primera referència del Molí Nou data del 1357, quan el monestir de Santes Creus reverteix l'emfiteusi que havia fet a Arnau Morató, per l'incompliment (durant nou anys) del cens al qual s'havia obligat. El molí passa a ser propietat del colomí Arnau Llorenç, qui el ven a Guillem Romeu el 1377 o 1378. Romeu en manté la possessió almenys fins a 1389, quan acaba el plet que manté amb Arnau Lloreta, propietari del Molí Vell de Sant Gallard.
Del setembre de 1708 al setembre de 1710 foren arrendats per Vicenç Lloreta per 96 quarteres de blat i de 1710 a 1716 per 104 quarteres de blat cada dos anys.